# Floor-fractured crater

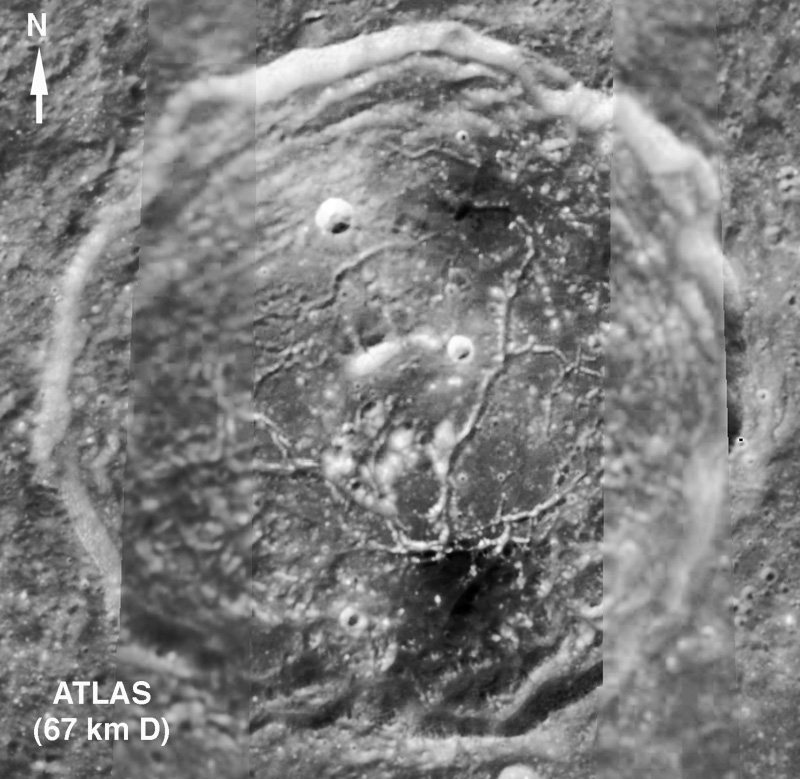
Mondkrater Atlas mit Bruchstrukturen (Clementine-Sonde)

Als Floor-fractured crater (deutsch Bruchbodenkrater, abgekürzt FFC) bezeichnet man in der Astrogeologie eine spezielle Oberflächenstruktur, bei der bei einem Einschlagkrater das Kraterinnere durch von unten aufdringendes Magma verändert wurde, wodurch rillen- und bruchartige Strukturen entstanden.

## FFCs auf dem Mond
Die eigentümlichen Strukturen entsprechende Krater auf dem Mond wurden schon früh bemerkt. Ab den 1970er Jahren wurde die Theorie vertreten, dass FFCs durch vulkanische Aktivität modifizierte Einschlagkrater sind.
In einem Artikel von 1976 klassifizierte der Geologe Peter H. Schultz die solche Strukturen aufweisenden Krater zunächst in 6 Klassen, untersuchte ihre räumliche Verteilung und Umgebung und erklärte die Entstehung der FFCs in Zusammenhang mit der Entstehung der Maria.
Die von Schultz eingeführten Klassen sind:

Beispiele der FFC-Klassen
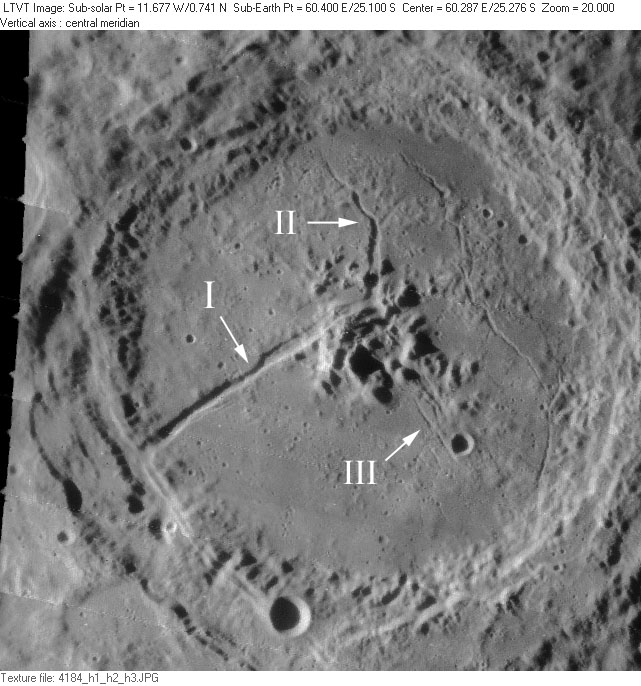
FFC I: Petavius  mit Rimae Petavius (Lunar Orbiter 4)
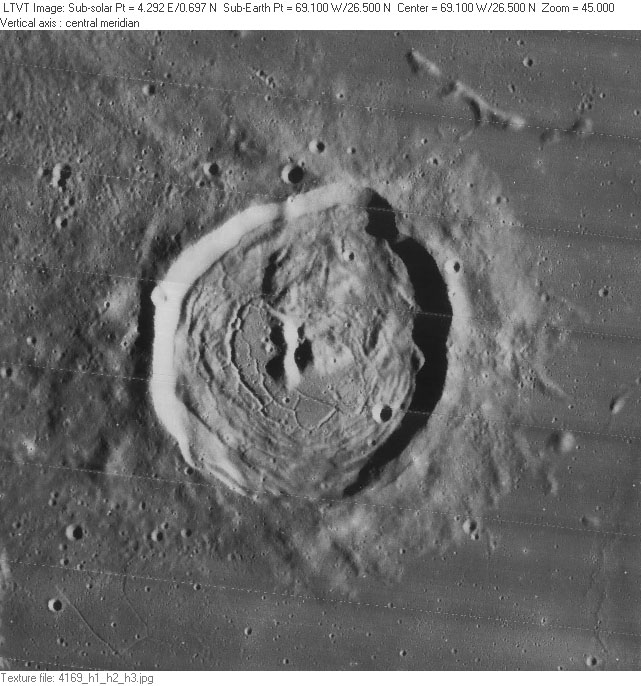
FFC II: Briggs (Lunar Orbiter 4)
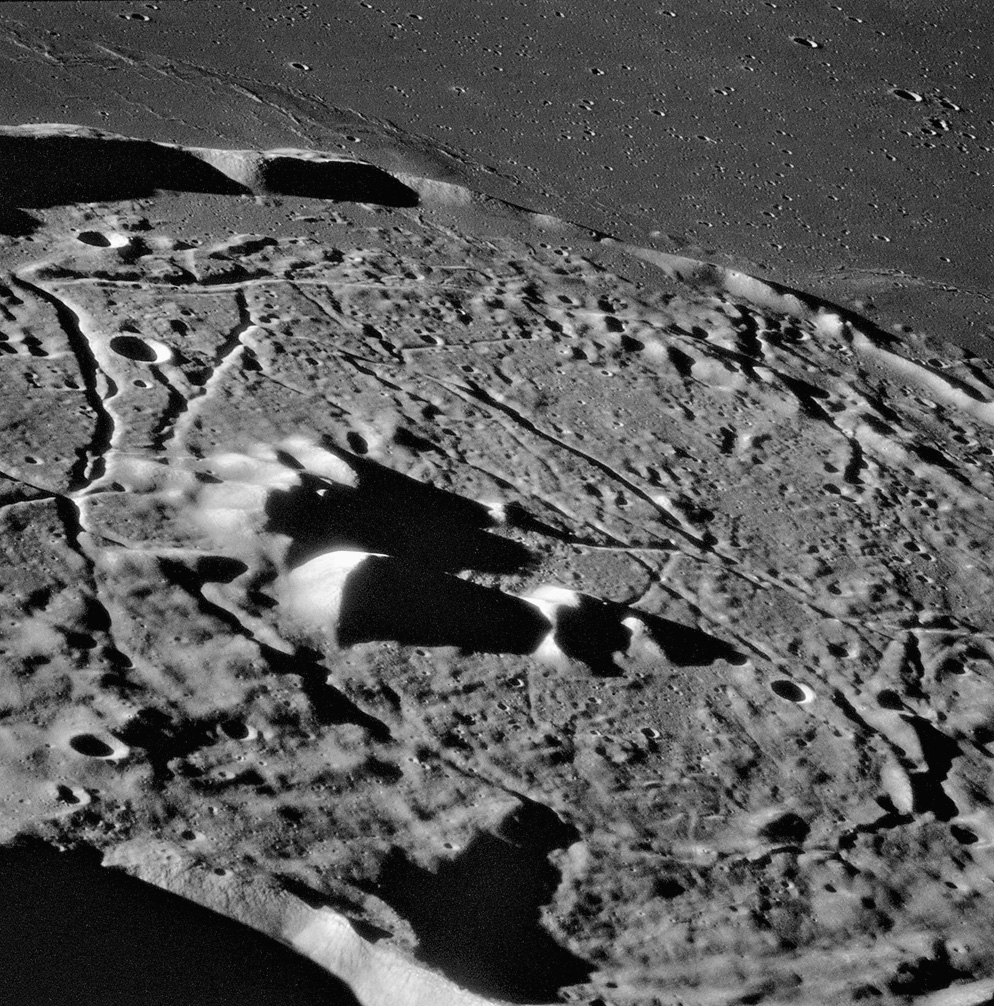
FFC III: Gassendi (Apollo 16)
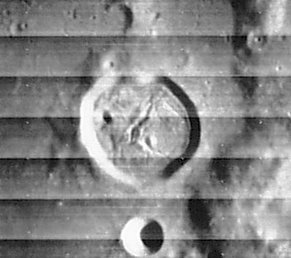
FFC IV-A: Bohnenberger (Lunar Orbiter 4)
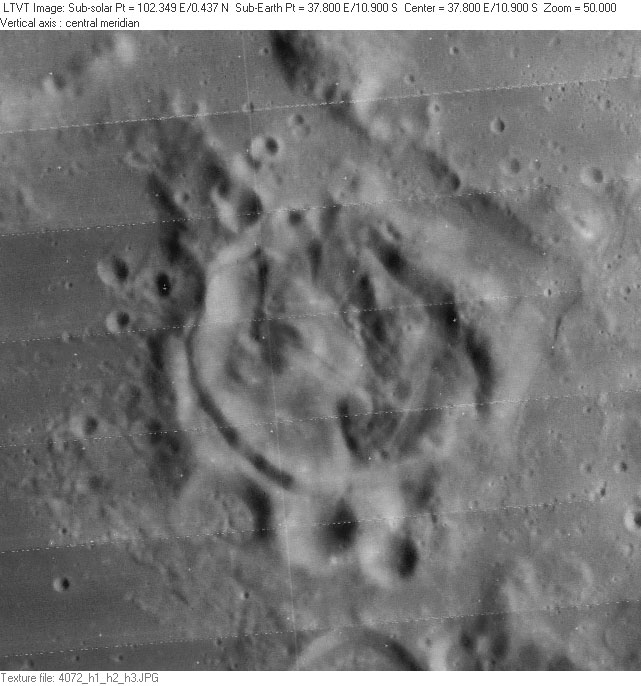
FFC IV-B: Gaudibert (Lunar Orbiter 4)
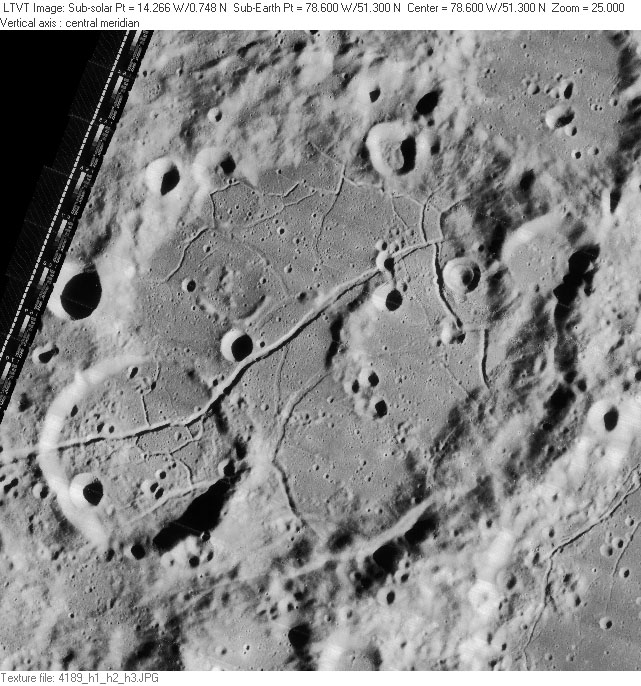
FFC V: Repsold (Lunar Orbiter 4)
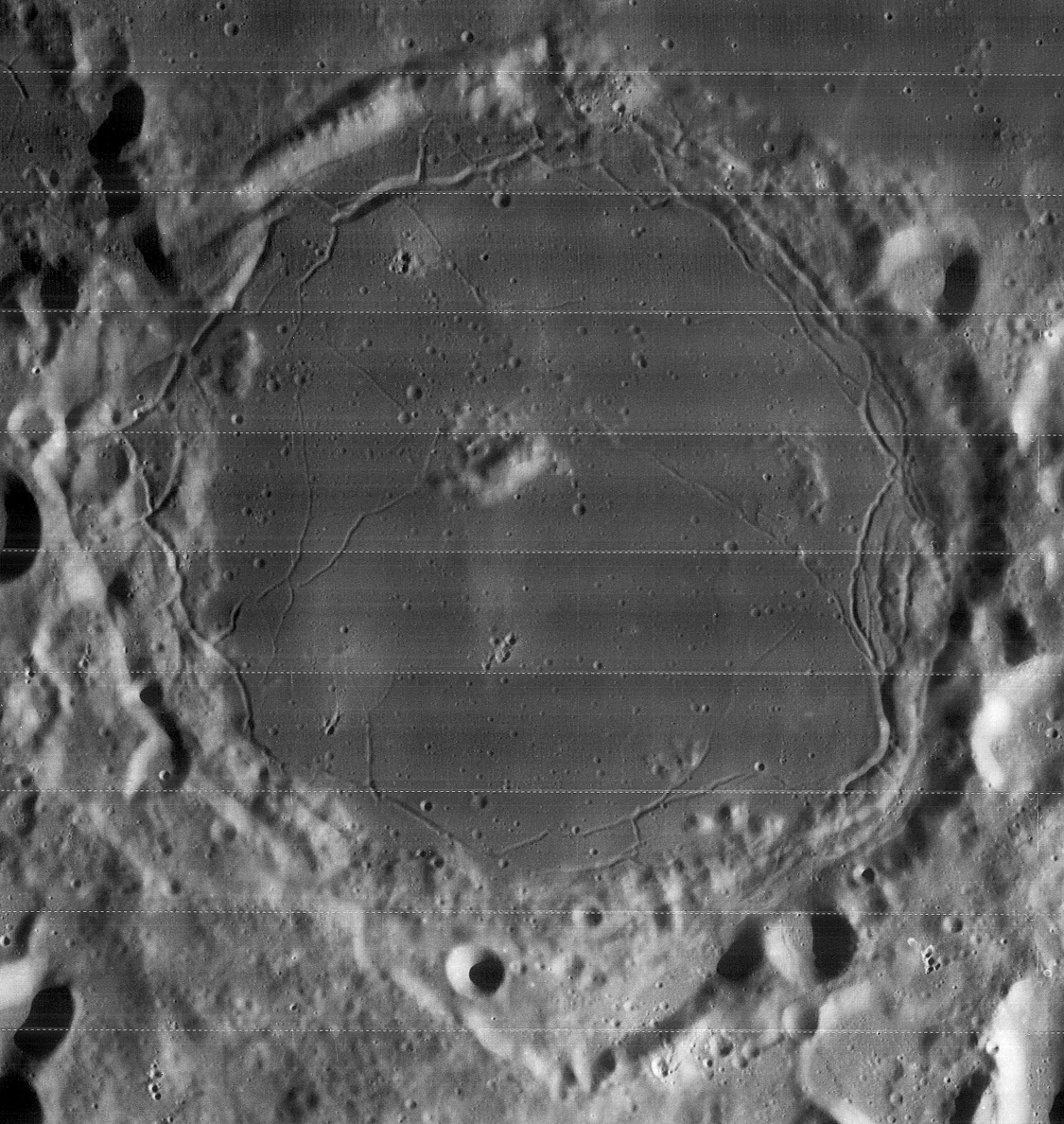
FFC VI: Pitatus (Lunar Orbiter 4)

Klasse I
Relativ frisch erscheinende Impaktkrater mit terrassierten Wällen, Zentralberg und Ejektadecken, vom Typ her ähnlich Copernicus. Der Zentralberg ist entweder ein Ring einzelner Gipfel, halbmondförmig oder der Gipfel weist einen Einbruch auf. Der Kraterboden ist eben und weist Rillen auf, die radial vom Zentralberg nach außen verlaufen, oder ein System polygonaler Rillen. Beispiele sind Atlas, Einstein A, Schlüter, Cardanius, Petavius, Humboldt und Lavoisier E
Klasse II
Kleinere Krater als Klasse I mit ebenen Hügeln im Inneren, oft als eingesunkene alte Wallstrukturen erkennbar, durchbrochen von radial verlaufenden Rillen oder einer polygonalen Bruchzone umgeben von konzentrischen Rillen. Zentralberge sind seltener und weniger ausgeprägt als in Klasse I, auch zentrale Einsenkungen kommen vor. Der Kraterrand weist eine ausgeprägte Steilstufe auf. Beispiele sind Encke, Davy, Briggs und Vitello.
Klasse III
Krater dieser Klasse weisen eine relativ breite Einsenkung an der Innenseite des Kraterrands auf. Die Einsenkung bildet meist keinen geschlossenen Ring und ist am besten ausgeprägt in Richtung auf ein benachbartes Mare. Innerhalb der Einsenkung ist der Kraterboden flach, die Grenze zwischen der Einsenkung und dem flachen Inneren kann auch als Erhebung ausgeprägt sein wie bei Haldane. Das Innere weist meist polygonale Brüche auf, die am Rand der Einsenkung enden. Weitere Beispiele für diese Klasse sind Gassendi, Posidonius, Doppelmayer, Lavoisier, Runge und Warner.
Klasse IV

Klasse V

Klasse VI

## FFCs auf terrestrischen Planeten
Inzwischen wurden FFCs nicht nur auf dem Mond, sondern auch auf dem Mars identifiziert. Auf dem Merkur konnten noch keine sicheren Identifizierungen gemacht werden. Auf Venus und Erde sind wegen der intensiven geologischen Umgestaltungen wenig entsprechende Strukturen zu erwarten.
Immerhin werden in dem Manicouagan-Krater in Kanada und im Sudbury-Becken in Kanada Strukturen eines FFCs gesehen.
Man geht mittlerweile davon aus, dass die Entstehung von FFCs allgemein zur Frühphase terrestrischer Planeten gehört, in der es einerseits zahlreiche aktive magmatische Großprovinzen gibt und andererseits Impakte großer Körper noch häufig sind.